# Hammarby, Sandvikens kommun
Hammarby, även kallad Gästrike-Hammarby eller Storviks-Hammarby (för att skilja orten från andra Hammarby), är en tätort i Sandvikens kommun, Gästrikland (Gävleborgs län). Hammarby, som är ett gammalt brukssamhälle beläget vid Ältebosjöns utlopp i Gavelhytteån, ligger ca 20 km sydväst om Sandviken och hade år 2010 552 invånare. 

## Historik
Järnframställning har åtminstone förekommit i området sedan 1500-talet. En hytta omtalas 1568, ortnamnet Hammarby är dock belagt redan år 1443. Omkring 1568 anlades även en hammare. 1637 uppbyggdes ytterligare en hammare, vilken kom att kallas kronohammaren. I en beskrivning av bruket från 1646 omnämns en masugn och två bergsmanshamrar med två härdar var.
År 1659 fick myntmästaren Isak Kock (adlad Cronström), som då ägde större delen av anläggningarna, privilegier för järnbruket. Bruket såldes tio år senare till den dåvarande bergmästaren Johan Funck, men köptes bara något är därefter av brukspatron Isac Mackey d.ä. i vars familjs ägo det kom att vara i ca 20 år. Hyttan, som nybyggts under 1690-talet, lades ned någon gång mellan 1702 och 1729. Därefter kom bruket att tillhöra släkten Uhr genom Anna Christina Mackeys giftermål med Johan Uhr(sonen David adlad af Uhr) och senare släkten Petre. Från 1760-talet till 1810-talet var Hammarby bruk delat i två hälfter med två herrgårdsanläggningar på var sin sida om ån, Norra och Södra Hammarby. Under 1790-talet hette brukspatronerna Robert Fredrik Petre och Jacob Fougberg adlad Gripensvärd gift med Anna Margareta Uhr, dotter till Johan Uhr och Anna Christina Mackey. Vid denna tid anlades även en ny hammare intill den övre smedjan. År 1815 gavs tillstånd att uppföra två spikhamrar vid bruket. Thore Petré son till Jakob Fredrik var då brukspatron på Hammarby bruk.
Lancashiresmidet introducerades vid Hammarby bruk 1854 och ersatte då tysksmidet. Under 1860-talet nedlades den s.k. bergsmanshammaren, och på dess plats byggdes brukets ny smedja. Hammarby bruk var då ett av landets största lancashirebruk. På 1870-talet fick dock bolaget där Hammarby ingick, Hofors-Hammarby AB stora finansiella problem. 1879 gick företaget i konkurs, och de nya ägarna Stockholms Enskilda Bank, valde att koncentrera driften till Hofors bruk, vilket medförde att bl.a. Hammarby bruk lades ned.
1888, bara tre år efter att järnbruket lagts ned, uppfördes en sulfitfabrik i anslutning till platsen för den nedre smedjan (kronohammaren). Initiativtagare var det nybildade Storviks Sulfit AB. Ingenjör Victor Folin ledde uppbyggnaden och driften av sulfitfabriken, som snart blev Skandinaviens största. Sulfitfabrikens successiva utbyggnad under 1900-talet kom att resultera i en kraftig expansion av bostadsbebyggelsen. Under 1900-talets första årtionden kom detta att ske framför allt i form av friliggande villabebyggelse. Senare, under 1940-, 50- och 60-talen, tillkom även radhus och kedjehus. Av dessa är de som ritats av arkitekten Ralph Erskine speciellt berömda. 
1982 lades sulfitfabriken ned, vilken som mest hade omkring 400 personer anställda. Den dåvarande ägaren Kopparfors AB investerade dock och uppförde en ny fabrik för plastbeläggning av kartong. Den 27 oktober 2005 meddelade den dåvarande ägaren Stora Enso att fabriken, som hade 90 anställda, skulle läggas ned den sista maj 2006.

### Befolkningsutveckling
| Befolkningsutvecklingen i Hammarby 1920–2020            | Befolkningsutvecklingen i Hammarby 1920–2020 | Befolkningsutvecklingen i Hammarby 1920–2020 | Befolkningsutvecklingen i Hammarby 1920–2020 | Befolkningsutvecklingen i Hammarby 1920–2020 |
| ------------------------------------------------------- | -------------------------------------------- | -------------------------------------------- | -------------------------------------------- | -------------------------------------------- |
|                                                         |                                              |                                              |                                              |                                              |
| År                                                      |                                              |                                              | Folkmängd                                    | Areal (ha)                                   |
| 1920                                                    | 1920                                         |                                              | 1 100                                        | ##                                           |
| 1930                                                    | 1930                                         |                                              | 1 113                                        | ##                                           |
| 1935                                                    | 1935                                         |                                              | 1 077                                        | ##                                           |
| 1940                                                    | 1940                                         |                                              | 978                                          | ##                                           |
| 1945                                                    | 1945                                         |                                              | 959                                          | ##                                           |
| 1950                                                    | 1950                                         |                                              | 1 030                                        | ##                                           |
| 1960                                                    | 1960                                         |                                              | 981                                          | 109                                          |
| 1965                                                    | 1965                                         |                                              | 838                                          | 110                                          |
| 1970                                                    | 1970                                         |                                              | 776                                          | 110                                          |
| 1975                                                    | 1975                                         |                                              | 778                                          | 110                                          |
| 1980                                                    | 1980                                         |                                              | 713                                          | 110                                          |
| 1990                                                    | 1990                                         |                                              | 684                                          | 109                                          |
| 1995                                                    | 1995                                         |                                              | 618                                          | 109                                          |
| 2000                                                    | 2000                                         |                                              | 565                                          | 109                                          |
| 2005                                                    | 2005                                         |                                              | 550                                          | 108                                          |
| 2010                                                    | 2010                                         |                                              | 552                                          | 108                                          |
| 2015                                                    | 2015                                         |                                              | 533                                          | 104                                          |
| 2020                                                    | 2020                                         |                                              | 535                                          | 103                                          |
| Anm.: ## Som tätort/befolkningsagglomeration 1920–1950. |                                              |                                              |                                              |                                              |

## Idrott
Flera idrotter har genom åren utövats i Gestrike Hammarby IF, GHIF, som bildades 1920. Bordtennis, friidrott, innebandy, orientering, simning, skytte och ishockey är numer vilande sektioner. Idag är det enbart fotboll som utövas i GHIF. Efter flera framgångsrika år i division tre södra Norrland, blev de ekonomiska påfrestningarna för stora och laget tvingades 2009 att börja om i division sex. GHIF spelar i rödsvartrandiga tröjor och svarta byxor. Hemmaarena är "Engléns åkern". 

## Sevärdheter

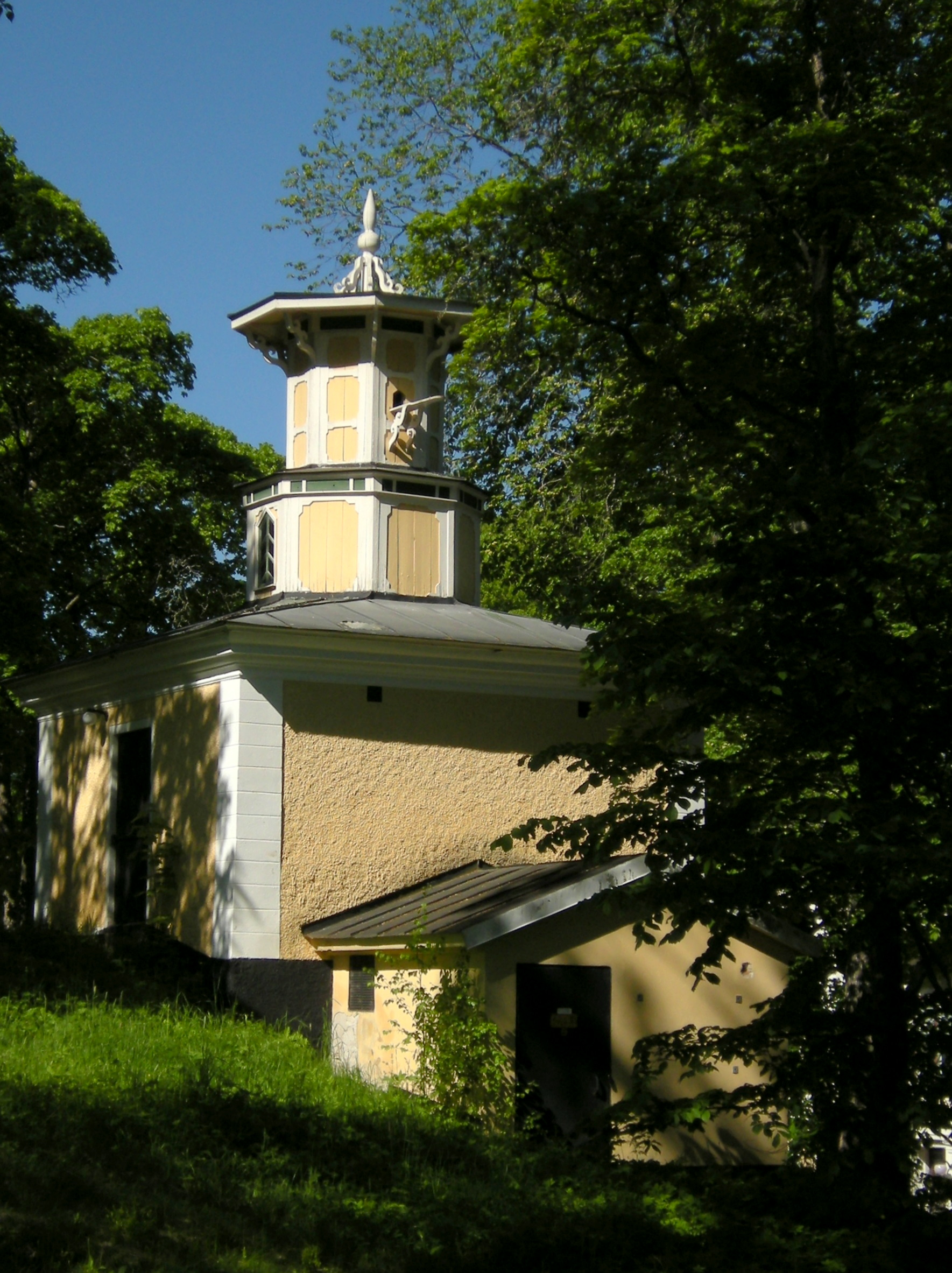
Gamla duvslaget i bruksparken

Bland sevärdheterna i Hammarby märks bl.a. de två herrgårdsanläggningarna, vilka beboddes av de olika ägarna under den tid bruket var uppdelat. Av gamla herrgården, som ligger på norra sidan av ån, finns bara det s.k. stenhuset kvar. Byggnaden uppfördes 1738-40 och ingick då som flygel i en större herrgårdsanläggning. Idag inrymmer huset en porträttsamling, ett arkiv och utställningar om Hammarbys historia. Intill gamla stenhuset ligger två envåningsflyglar av sten från omkring 1780, vilka är den egentliga "norra herrgården". Byggnaderna uppfördes förmodligen som flygelbyggnader till en aldrig uppförd huvudbyggnad. 
Den södra herrgården är en överdådig skapelse som fick sitt nuvarande utseende på 1870-talet. Byggnaden fanns redan år 1776, och fungerade då som inspektorbostad. Denna om- och tillbyggdes 1793-95 för att bli herrgård åt Södra Hammarby bruk. Vid sekelskiftet 1800 bestod herrgården av huvudbyggnaden; en tvåvånings tegelbyggnad, samt två flyglar. Dåvarande ägaren Petre lät på 1820-talet bygga ut huvudbyggnaden med två platta sidobyggnader, s.k. pocher. Omkring 1850 skedde en större ombyggnad av herrgården. De två flyglarna revs, och huvudbyggnadens mittparti fick sin klassicistiska gavelfront efter ritningar av Georg Theodor Chiewitz. Vid den sista ombyggnaden av herrgården 1876-77 tillkom det jättelika trapphuset i tre våningar enligt ett förslag av arkitekten Ernst Jacobsson. Detta var en av de sista kraftprestationerna vid järnbruket innan industrikonjunkturen vände nedåt. Vid en pietetsfull restaurering 1986-87 inreddes byggnaden till flerfamiljhus. I den intilliggande bruksparken finns musiktemplet, ett lusthus uppfört 1822 i nyklassicistisk stil. 
I parken finns också ett stort antal trädarter. Bland de äldre bruksarbetarbostäderna märks bl.a. raden som ligger invid den södra herrgården. Byggnaden, som uppfördes omkring år 1800, var ursprungligen tre stycken på rad vilka byggdes ihop till länga efter ett 20-tal år. Hammarby är annars kanske främst känt för de radhus och kedjehus som uppfördes i slutet av 1940-talet efter ritningar av Ralph Erskine. Byggnaderna kom att skilja sig mycket från vad som var vanligt för tiden. Radhuslängorna har till exempel slaggsten som fasadmaterial i bottenvåningen. 
Bland äldre industribyggnader finns inte mycket kvar. Efter nedläggningen av sulfitfabriken 1982 revs en stor del av byggnaderna. Några finns dock bevarade med ny användning, exempelvis den f.d. pappsalen vilken uppfördes 1953 efter ritningar av Ralph Erskine. Även den gamla mekaniska verkstaden och en kontorsbyggnad finns bevarad.
Kyrkan i Hammarby är ett f.d. oxstall som 1865 ombyggdes till skola och gudstjänstlokal.

## Kända personer från Hammarby
- Carl-Adolf Murray, präst och kulturpersonlighet
- Anders Uppström, språkforskare.
- Anders Wiman, entreprenör.

## Galleri

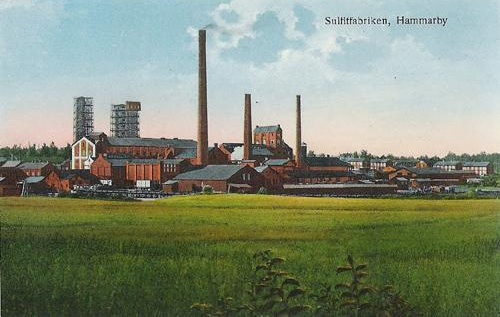
Hammarby sulfitfabrik vid sekelskiftet 1900
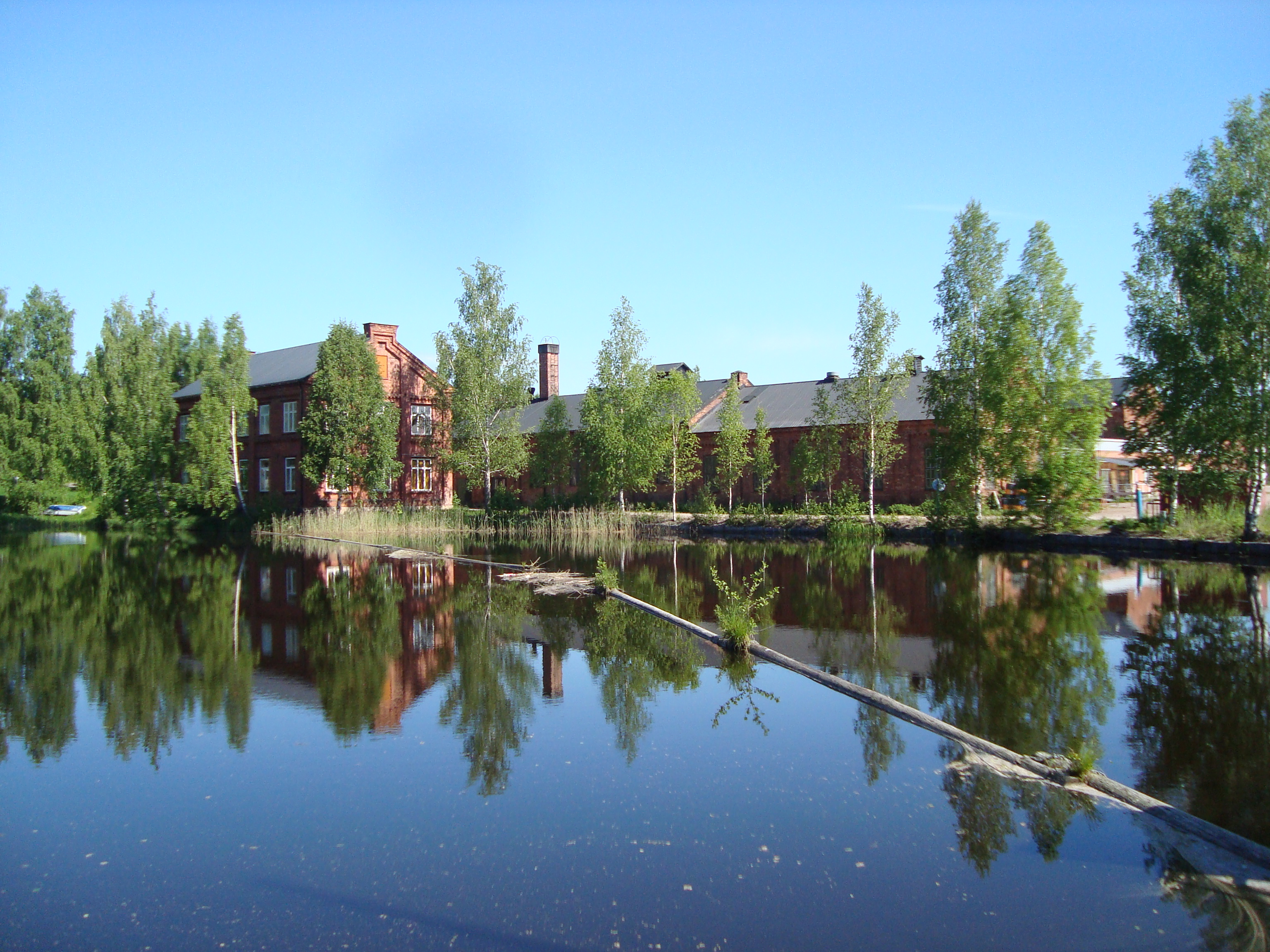
Gamla sulfitfabriken
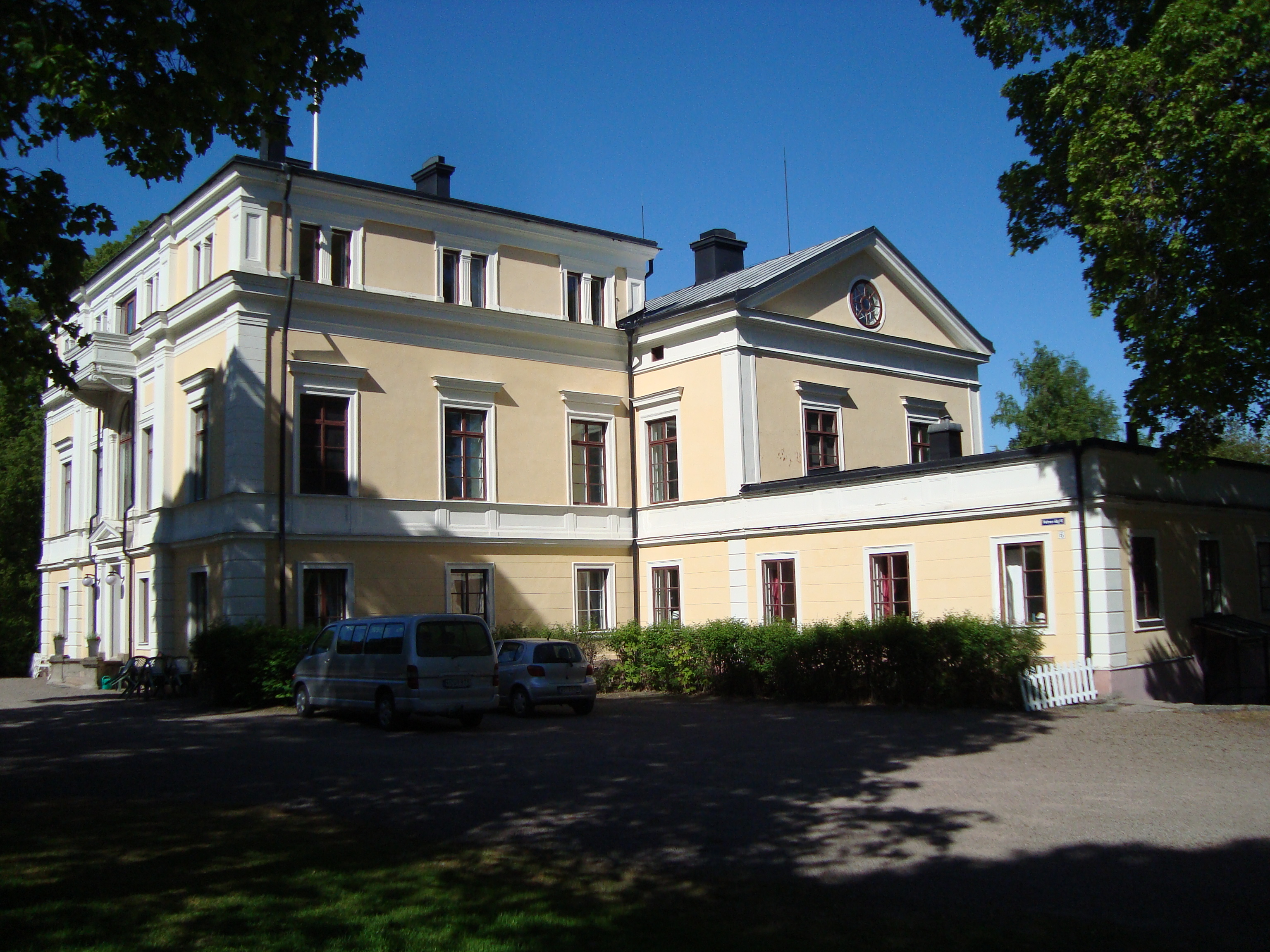
Södra herrgården
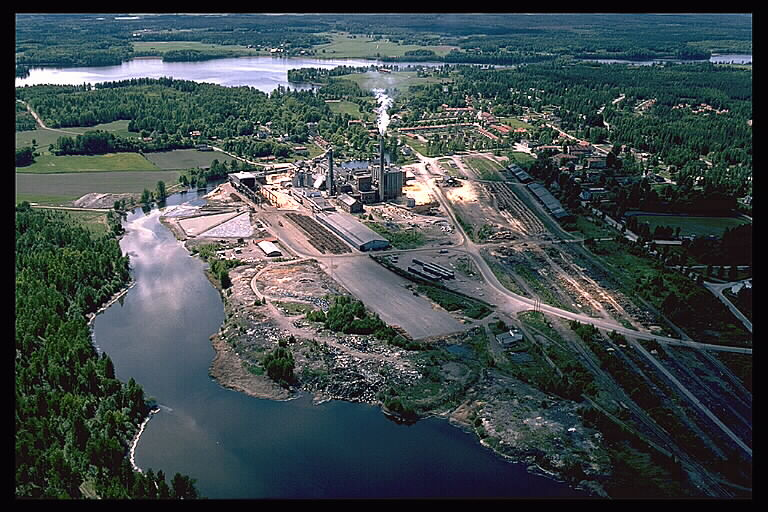
Flygfotografi över fabriken